# Орден Креста Свободы
Орден Креста Свободы (фин. Vapaudenristin ritarikunta) — государственная награда Финляндии с 4 марта 1918 года по 28 января 1919 года, затем, с 8 декабря 1939 года по настоящее время.

## История
Орден Креста Свободы был учреждён 4 марта 1918 года во время гражданской войны в Финляндии. Этой награды были удостоены военнослужащие, медперсонал и гражданские лица, невзирая на национальную принадлежность, воевавшие на стороне финского правительства против войск финской красной армии и российских войск, всё ещё остававшихся в стране.
28 января 1919 года магистр ордена Креста Свободы генерал Маннергейм решил, что необходимость в подобной награде отпала, и упразднил её, хотя штаб немецкой Балтийской дивизии продолжал награждать своих ветеранов вплоть до 1935 года.
Свой второе рождение орден отметил 8 декабря 1939 года в начале советско-финской войны 1939—1940 годов. 18 августа 1944 года правительство Финляндии приняло решение перевести орден Креста Свободы в разряд постоянных официальных наград.

## Степени
Надо отметить, что иерархическая система старшинства ордена Свободы, ставшего высшей финской наградой времён Второй мировой войны, была весьма громоздкой и несколько запутанной. Орден имел пять основных степеней:
- Большой крест
- Крест I класса
- Крест II класса
- Крест III класса
- Крест IV класса

Кресты всех степеней в свою очередь подразделялись на воинские и гражданские. Кроме того, существовали «особые» награды Креста Свободы:   медаль Свободы (две степени), Крест Маннергейма (две степени), Крест и медаль Скорби.

## Описание
Дизайн ордена разработал в 1918 году известный финский художник и геральдист Аксели Галлен-Каллела. В основу композиции был положен символ Креста Святого Георгия. Плоскость креста с двух сторон покрывалась эмалью. С лицевой стороны на его лучи накладывалась металлическая свастика. В центре схождения лучей находилась геральдическая роза — один из элементов национального герба страны.
Кресты I и II классов покрывались белой эмалью. Воинские степени крестов III и IV классов отличались чёрным эмалевым покрытием, гражданские степени — голубым.
Свастика была позолочена на всех орденах. Исключение составляет лишь Крест IV класса с посеребренной свастикой.
Роза на крестах I и II классов эмалевая. На Кресте III класса — из позолоченного металла, на Кресте IV класса — из посеребренного. Если награда вручалась медперсоналу, то на розу накладывался небольшой красный крест.
На реверсах орденов 1918, 1939 и 1941 годов выпуска ставили дату изготовления.
Верхний луч креста крепился при помощи своеобразной «застёжки», выполненной в виде позолоченного (IV класса — посеребренного) металлического венка из дубовых листьев. На наградах воинской степени внутри венка находились изображения «сражающихся» рук с занесёнными мечами — символ Финской Карелии. Рука с правой стороны наносит удар прямым европейским мечом, рука с противоположной стороны атакует изогнутым клинком азиатского — монгольского и османского — типа.
Большой Крест вручался с нагрудной пятиконечной серебряной звездой со скрещёнными мечами за центральным медальоном. Большой Крест носился на плечевой ленте-перевязи шириной 10,2 см.
Крест I класса носился на шейной ленте.
Ордена остальных степеней на нагрудных лентах.
Ленты орденов воинской степени были красного цвета с двумя белыми полосками, гражданской степени — жёлтого цвета с красными полосками.
Орден Свободы I класса мог вручаться с нагрудной звездой.
Ордена Свободы воинской степени могли вручаться с Дубовыми Листьями за храбрость и отвагу, проявленные на поле брани. Это касается только наград выпуска 1941 года.

## Знаки ордена Креста Свободы
| Класс             | За военные заслуги в военное время с дубовыми листьями за храбрость и отвагу | За военные заслуги в военное время                                                | За военные заслуги в мирное время | За гражданские заслуги |
| Большой крест     |                                                                              |                                                                                   |                                   |                        |
| Крест 1-го класса |                                                                              |                                                                                   |                                   |                        |
| Крест 2-го класса |                                                                              |                                                                                   |                                   |                        |
| Крест 3-го класса |                                                                              | Вариант с красным крестом, для награждения медицинского персонала в военное время |                                   |                        |
| Крест 4-го класса |                                                                              | Вариант с красным крестом, для награждения медицинского персонала в военное время |                                   |                        |

## Медаль Свободы
Учреждена вместе с орденом Креста Свободы в двух степенях: Серебряная и Бронзовая медали.
На лицевой стороне в центре крупным планом изображена голова финского гербового льва с мечом и выбиты по окружности слова «URHEUDESTA / FÖR TAPPERHET» («За отвагу» — на финском и шведском языках). При награждении медперсонала под головой льва наносилось изображение миниатюрного красного креста. На реверсе выгравированы надпись «SUOMEN KANSALTA» («От финского народа») и год выпуска, обрамлённые венком.
|  | Лента серебряной медали была голубого цвета с белыми полосками по краям. |
|  | Вариант с красным крестом, для награждения медицинского персонала.       |
|  | Бронзовую медаль носили на красной ленте с жёлтыми полосками.            |
|  | Вариант с красным крестом, для награждения медицинского персонала.       |

## Медаль заслуг
Выпускались медали двух степеней: Серебряная и Бронзовая. Награждались в основном гражданские лица.

## Специальные награды ордена Креста Свободы

### Крест Маннергейма
Учреждён в 1941 году в двух степенях:
|  | Крест I класса вручался за выдающиеся заслуги, проявленные при командовании крупными воинскими соединениями (на уровне армейского корпуса). Известно два случая награждения: первый крест получил маршал Маннергейм, второй крест был вручён генералу Эрику Хейнриксу (начальнику Генерального штаба финской армии).                                                                                                   |
|  | Критерий для награждения Крестом II класса звучит просто — «за выдающиеся свершения» (по-русски это звучит ещё проще — «за подвиг»). Эта награда, которая вручалась, невзирая на чин награждённого, стала одной из самых почётных наград в финской армии. Награждённый Крестом Маннергейма II класса получал денежное вознаграждение в размере 50000 финских марок. Всего был награждён 191 человек (4 из них дважды). |
|  | Маршальские жезлы над Крестом Маннергейма II класса означали повторное награждение. |

### Медаль Свободы I класса с лентой, декорированной бантом
|  | Ею награждались офицеры, получившие все возможные награды, соответствующие их званию. Этой награды был удостоен только один человек — генерал Маннергейм. |

### Золотая медаль Свободы
|  | Точное количество изготовленных наград неизвестно. Нет данных о награждённых. Вероятно, несколько офицеров были удостоены этой медали осенью 1941 года, после взятия Петрозаводска. |

### Крест Скорби / медаль Скорби
В финской армии до 1942 года не существовало наград за ранения.
|  | Близким родственникам погибшего (или умершего от ран) офицера вручался Крест Скорби (воинский Крест Свободы IV класса с чёрной лентой). |
|  | Родственники унтер-офицера или рядового получали медаль Скорби (бронзовую медаль Свободы с чёрной лентой).                              |

При этом они не имели права носить эти награды.